# Campanya de Melilla
La campanya de Melilla és el nom donat a una sèrie d'accions militars d'Espanya al Marroc, a la vora de Melilla, el 1893. Es pot considerar un petit conflicte fronterer de baixa intensitat.
El govern espanyol va decidir el 1890 la construcció d'un fortí a la zona fronterera, a tocar del cementiri i de la mesquita de Sidi Aguariach. L'orde d'iniciar les obres es va donar el 1893. El paixà de la cabila fronterera va demanar el 14 de juliol de 1893 al general Margallo l'ajornament de la construcció; Margallo va consultar al govern però la resposta d'aquest es va demorar i el 29 de setembre els cabilencs van destruir les obres iniciades.
Margallo no va actuar i es va limitar a establir un destacament de 40 homes a la zona de les obres; el dia 2 d'octubre aquests homes foren atacats per 4000 rifenys; Margallo els va auxiliar des del fort de Camellos i va aconseguir de posar-los en seguretat mitjançant una càrrega de cavalleria. Espanya va protestar al sultà, que es va obligar a fer respectar el fortí als cabilencs; però aquests no van atendre les peticions dels delegats del soldà i van construir trinxeres a la rodalia; el 21 d'octubre el general Margallo va comunicar al paixà que les trinxeres s'havien d'eliminar i si no ho feien serien bombardejades. El 27 i 28 d'octubre els cabilencs van obrir foc i el segon dia va morir pel foc enemic el general Margallo quan sortia del fort de Cabrerizas Altas. Un projectil va arribar a la ciutat de Melilla.
Es va enviar com a nou governador al general Macias, amb més forces (un total d'uns 15.000 homes). El soldà va enviar al seu germà Muley Araaf amb un exèrcit per controlar als cabilencs. Araaf es va entrevistar amb Macias, però la situació no millorava. El dia 25 de novembre el govern espanyol va nomenar comandant en cap d'operacions al general Arsenio Martínez Campos que a més el dia 28 de desembre fou nomenat ambaixador extraordinari i plenipotenciari davant el sultà.
El 10 de març de 1894 es va signar un conveni que va posar fi al conflicte, pel qual s'establia el càstig dels culpables, es delimitaven els límits fronterers deixant una zona neutral entre els dos estats (que havia de ser evacuada abans de l'1 de novembre), i es determinava que el cementiri i la mesquita de Sidi Aguariach quedarien rodejats per un mur i el soldà establiria a la rodalia un contingent de 400 homes per vigilar la seva seguretat; tanmateix s'establí una indemnització de quatre milions de duros amb garantia de pagament per la intervenció de les duanes de Tànger, Casablanca, Mazagan i Mogador.